# Esporte Clube Internacional
L'Esporte Clube Internacional, noto anche come Inter de Santa Maria, Internacional de Santa Maria, Inter-SM, o semplicemente come Internacional, è una società calcistica brasiliana con sede nella città di Santa Maria, nello stato del Rio Grande do Sul.

## Storia
L'Inter de Santa Maria è stato fondato il 16 maggio 1928. Il club ha partecipato al Campeonato Brasileiro Série A nel 1982, dove ha terminato al 21º posto.

## Palmarès

### Competizioni statali
- Campeonato Gaúcho Divisão de Acesso: 2

1968, 1991

### Altri piazzamenti
- Campeonato Brasileiro Série B:

Terzo posto: 1984